# Nowo-Nikołajewka
Nowo-Nikołajewka (ros. Ново-Николаевка) – wieś w Rosji, w obwodzie astrachańskim, w rejonie achtubińskim. W 2010 liczyła 1118 mieszkańców.